# Financiering

Geldstromen

Financiering is het voorzien van benodigde geldmiddelen. Een financieringsmaatschappij is een onderneming die financieringen aan ondernemingen of aan personen verschaft.

## Ondernemingsfinanciering
Ondernemingsfinanciering is het voorzien in de vermogensbehoefte van bedrijven. Het is een van de primaire taken van de treasury die bestaat uit het financieren van een onderneming op lange termijn.
De treasury zorgt ervoor dat de onderneming financierbaar blijft voor de vermogensmarkt. Men ontwikkelt een financiële strategie waardoor de financierbaarheid van de onderneming optimaal is. Echter, er zal te allen tijde een spanningsveld aanwezig zijn tussen rendement en risico van een financieringsstrategie.

## Studiefinanciering
Studiefinanciering is de wijze waarop studies bekostigd worden. Deze financiering neemt in verschillende landen verschillende vormen aan.

## Overheidsfinanciering
Overheidsfinanciering is de wijze waarop de overheid in haar middelen voorziet.

## Scheepsfinanciering
Scheepsfinanciering is de wijze waarop een rederij kapitaal vindt om schepen te bekostigen. De meeste rederijen hebben niet het nodige kapitaal om een schip volledig zelf te financieren. Er zijn banken die rederijen begeleiden met het vinden van voldoende financiering. Over het algemeen geeft een investering in de scheepvaart een lager rendement dan investeringen met eenzelfde risico in een andere sector.
De financiering van een schip bestaat meestal grotendeels uit een hypothecaire banklening, waarbij het schip het onderpand van de lening is.